# Theresia Zechner
Theresia Zechner (* 23. Juni 1697 in Hallein; † 19. Jänner 1763 ebenda) war eine österreichische Ordensgründerin der Halleiner Schwestern Franziskanerinnen.

## Leben

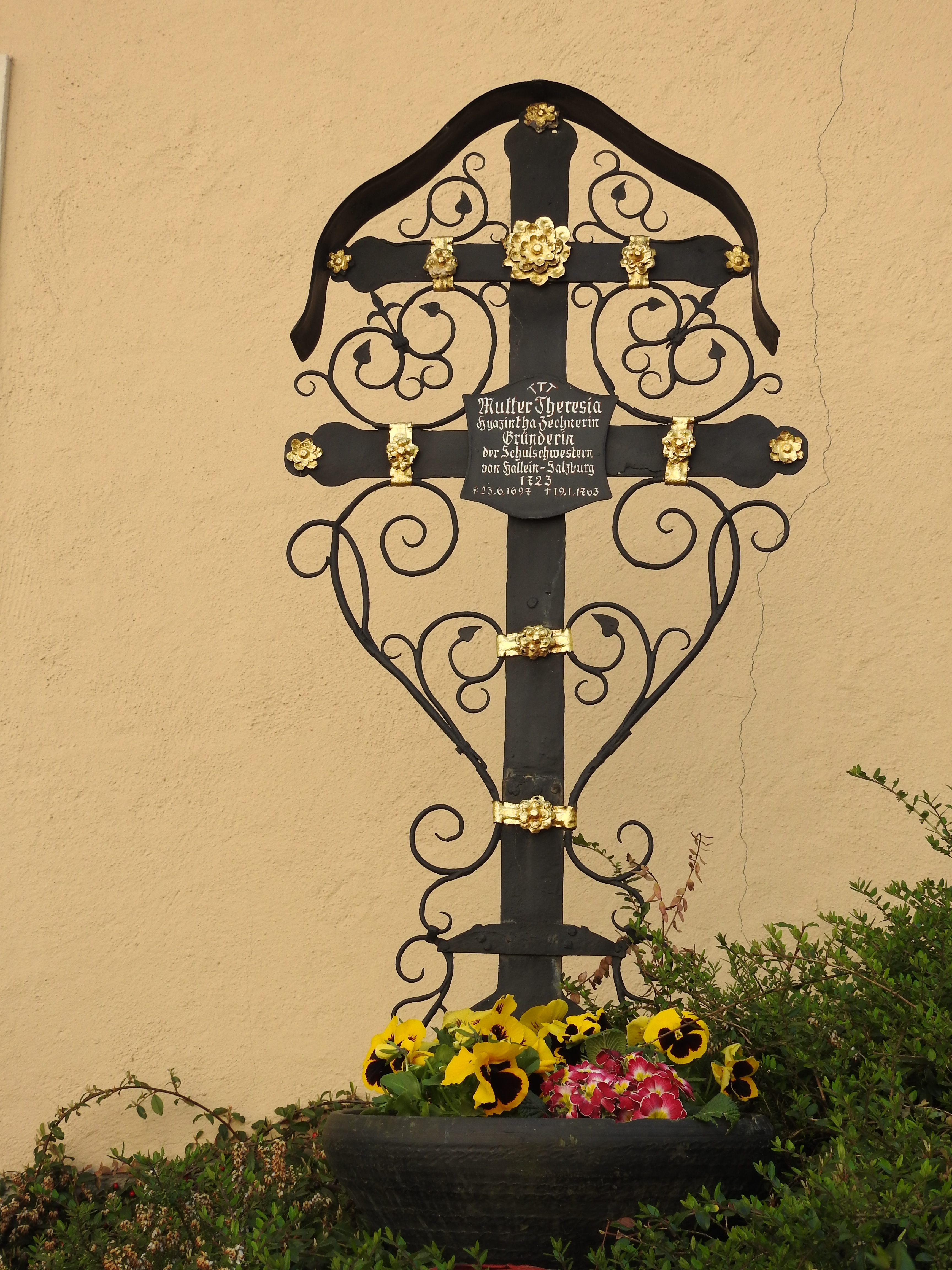
Gedächtniskreuz für Theresia Zechner in Hallein

Theresia Zechner wurde 1697 als zweitjüngstes Kind von acht Kindern der Eheleute Johann Zechner und Maria Theresia Ehinger geboren. Der Vater starb bereits 1700 im Alter von 36 Jahren. 1701 heiratete die Mutter Georg Triebenbacher aus Berchtesgaden, welcher den Zechnersche Holzwarenverlag weiterführte. Aus dieser Ehe entstanden weitere sechs Kinder, welche jedoch alle früh verstarben. Als Georg Triebenbacher 1709 früh verstarb, lebten vier Töchter aus erster Ehe mit der Mutter. Die Tochter Maria Rosina heiratete 1712, Anna 1716 und Helena 1717. Theresia bezog 1712 unverheiratet mit der Mutter durch Kauf das Haus vom Büchsenmacher und Uhrmacher Ludwig Lerchner, ein Haus in der Nähe der Pfarrkirche und direkt angrenzend an den ehemaligen Pfarrkirchenfriedhof in Hallein.
1721 trat sie im Alter von 24 Jahren in den Dritten Orden der Franziskaner (Ordo Franciscanus Saecularis) ein. Theresia Zechner ergriff damit eine neue Möglichkeit, Fürsterzbischof Franz Anton von Harrach hatte 1718 den Dritten Orden der Franziskaner für das Erzbistum Salzburg anerkannt. Beitrittswillige mussten allein erwerbsfähig sein, von ehelicher Geburt sein und lesen können. Verheiratete durften nach dem Ableben des Ehegatten keine neue Ehe eingehen. Unverheiratete durften nach dem Eintritt in den Orden nicht mehr heiraten. Am 18. September 1722 wurde Theresia Zechner von den Franziskanern in Salzburg zur Profess zugelassen und Theresia nahm den Ordensnamen Maria Hyazintha an. Vermutlich in Anlehnung an Hyazintha Marescotti (1585–1640), welche als Angehörige des Dritten Ordens 1726 vom Papst Benedikt XIII. seliggesprochen wurde. 1722/23 begründete Theresia mit Maria Elisabeth Stöckl aus Oberalm bei Hallein im obersten Stockwerk des Lerchnerhauses ein sogenanntes Regelhaus als Zusammenschluss mehrere Terziaren, wobei auch 1723 die Mutter und Witwe Theresia Triebenbacher beitrat.
1723 wurde im Erdgeschoß des Lerchnerhauses ein Klassenzimmer einer Schule für Mädchen eingerichtet (die heutige Modeschule Hallein). Hier konnten arme Mädchen unentgeltlich Lesen und Schreiben lernen sowie Wolle spinnen, stricken und nähen, um etwas verdienen zu können.